# Sakizayština
Sakizayština je jeden z mnoha domorodých jazyků Tchaj-wanu, jazyk národa Sakizaya. Domorodé jazyky Tchaj-wanu patří do velké jazykové rodiny austronéských jazyků, v rámci kterých se řadí do několika jazykových podskupin. Domorodé jazyky Tchaj-wanu se souhrnně nazývají formosanské jazyky. Sakizayština se v rámci austronéských jazyků řadí pod východní formosanské jazyky. Počet mluvčích se odhaduje na 997.
Jazyk je poměrně blízký amištině (jazyku národa Amis), národ Sakizaya byl dříve považován pouze za podskupinu národa Amis. V roce 2007 ale tchajwanská vláda uznala národ Sakizaya jako jeden z domorodých kmenů.
Sakizayština je prvním tchajwanským domorodým jazykem, ve kterém je tvořena Wikipedie.

## Příklady

### Číslovky
| Sakizaysky     | Česky |
| cacay          | jeden |
| tusa           | dva   |
| tulu           | tři   |
| spat           | čtyři |
| lima           | pět   |
| enem           | šest  |
| pitu           | sedm  |
| walu           | osm   |
| siwa           | devět |
| cacay a bataan | deset |

## Ukázka
Text v sakizayštině:
U sayaway a nikulitan aku kyuni, enem henay ku mihcaan aku, manamuh tu kaka tu kilakilangan atu bau.
Český překlad:
Když mi bylo šest let, měl jsem mnoho představivosti o džungli a kobře. Toto je první malba v mém životě.